# Agencia Cover
La agencia Cover fue una agencia de fotografía española que fue fundada en 1979 Jordi Socías y Aurora Fierro. Su finalidad era ofrecer fotos de actualidad a medios de comunicación nacionales e internacionales. En 2006 fue adquirida por el grupo Jupiter Images, el cual fue a su vez absorbido en 2008 por Getty images, lo que supuso la liquidación de la agencia. 
Al poco de comenzar se convirtió en una agencia para fotógrafos independientes que encontraban a través de Cover un modo eficaz para comercializar sus fotografías. Entre los colaboradores de la agencia se encontraban Gervasio Sánchez, Lucas Vallecillos, Juantxu Rodríguez, Luis Valtueña, Iñaki Arteta, Alfredo García Francés, Xurxo Lobato, Ricky Dávila, Paco Elvira, Quim Llenas, Benito Román, José Manuel Navia, Rafa Sámano, Juan Calleja, Matías Nieto, Genín Andrada, Carlos de Andrés, Pedro Armestre, Francisco Javier Rodríguez, Fernando Herraéz, Joan Costa, Sofía Moro, Carma Casulá, Francis Tsang, Guillermo Navarro, Xavi Gómez, Javier Arcenillas, Alberto Paredes y muchos otros. Llegó a disponer de un archivo propio de más de un millón y medio de fotografías y representar a más de doscientos fotógrafos. Adquirió gran prestigio en los años 80 y 90 y colaboraba de modo habitual con otras agencias como Corbis, Sygma o Rapho. Todo su archivo se encontraba digitalizado.